# You're Stronger Than You Know
You're Stronger Than You Know è il quinto album in studio del cantautore britannico James Morrison, pubblicato l'8 marzo 2019.

## Tracce
1. My Love Goes On (feat. Joss Stone) – 3:36
2. Brighter Kind of Love – 3:24
3. So Beautiful – 4:03
4. Feels Like the First Time – 4:13
5. Glorious – 3:24
6. Power – 4:09
7. Slowly – 3:54
8. Ruins – 3:42
9. I Still Need You – 4:39
10. Don't Wanna Lose You Now – 4:09
11. Cross the Line – 2:59
12. Until the Stars Go Out – 3:26

## Classifiche
| Paese            | Posizione più alta |
| ---------------- | ------------------ |
| Australia        | 48                 |
| Austria          | 52                 |
| Belgio (Fiandre) | 164                |
| Francia          | 120                |
| Germania         | 37                 |
| Paesi Bassi      | 58                 |
| Regno Unito      | 14                 |
| Spagna           | 87                 |
| Svizzera         | 12                 |